# Dicerothamnus
Dicerothamnus là một chi thực vật có hoa trong họ Cúc (Asteraceae).

## Loài
Chi Dicerothamnus gồm các loài: